# Comuna Bilicenii Noi, Sîngerei
Comuna Bilicenii Noi este o comună din raionul Sîngerei, Republica Moldova. Este formată din satele Bilicenii Noi (sat-reședință), Lipovanca și Mîndreștii Noi.

## Demografie
La recensământul din 2004 erau 2.016 locuitori.
Conform datelor recensământului din 2014, comuna Bilicenii Noi avea o populație de 1.809 locuitori. 48,98% erau bărbați, 51,02% femei.
| Grup etnic         | Populație | % Procentaj |
| ------------------ | --------- | ----------- |
| Moldoveni / Români | 1.563     | 86.4%       |
| Ucraineni          | 199       | 11%         |
| Ruși               | 30        | 1.66%       |
| Țigani             | 13        | 0,72%       |
| Alții              | 4         | 0,22%       |
| Total              | 1.809     | 100%        |

Limba vorbită de obicei (2014):
- limba română - 1.597 (88,28%)
- limba ucraineană - 115 (6,36%)
- limba rusă - 85 (4,7%)
- limba romani - 11 (0,61%)
- nedeclarat - 1 (0,06%)

## Administrație și politică
Componența Consiliului local Bilicenii Noi (11 consilieri), ales la 5 noiembrie 2023, este următoarea:
|  | Partid                                       | Consilieri | Componență | Componență | Componență | Componență | Componență |
|  | -------------------------------------------- | ---------- | ---------- | ---------- | ---------- | ---------- | ---------- |
|  | Partidul Acțiune și Solidaritate             | 5          |            |            |            |            |            |
|  | Partidul Socialiștilor din Republica Moldova | 4          |            |            |            |            |            |
|  | Partidul Liberal Democrat din Moldova        | 1          |            |            |            |            |            |
|  | Partidul Comuniștilor din Republica Moldova  | 1          |            |            |            |            |            |